# Wydział Inżynierii Środowiska i Energetyki Politechniki Śląskiej
Wydział Inżynierii Środowiska i Energetyki Politechniki Śląskiej powstał w 1993 r. z połączenia dwóch wydziałów: Mechanicznego Energetycznego i Inżynierii Środowiska. Wydział Inżynierii Środowiska i Energetyki nawiązuje do tradycji obu starych wydziałów.
Zatrudnia 54 profesorów i doktorów habilitowanych oraz 127 doktorów. Badania naukowe prowadzone na wydziale obejmują m.in. następujące dziedziny: ochrona powietrza, wody i gleby, zarządzanie środowiskiem, ciepłownictwo w budownictwie i gospodarce komunalnej, ochrona przed skażeniami środowiska, identyfikacja substancji zanieczyszczających i ich rozprzestrzenianie, zastosowanie procesów membranowych w technologii oczyszczania ścieków i uzdatniania wody, wykorzystywanie procesów mikrobiologicznych w inżynierii i ochronie środowiska, optymalizacja obiektów i urządzeń stacji wodociągowych i oczyszczalni ścieków, eksploatacja i diagnostyka maszyn i urządzeń energetycznych, badania złożonych procesów wymiany ciepła, automatyka procesów energetycznych, termodynamika i przepływ ciepła, wykorzystanie odnawialnych źródeł energii, energetyka gazowa, cieplna i jądrowa, technika ciepłownictwa i klimatyzacja przemysłowa, budowa i eksploatacja silników spalinowych, projektowanie maszyn i urządzeń utylizacji odpadów, projektowanie maszyn i urządzeń w zakresie procesów chemicznych.
Pracownicy wydziału są członkami i zasiadają w zarządach wielu europejskich organizacji naukowych m.in.: European Research Community on Flow, Turbulance and Combustion, European Membrane Society, Europejskiej Federacji Biotechnologii.
W ostatnich latach trzy jednostki wydziału otrzymały status Centrów Doskonałości: DEMETER, OPTI-ENERGY, ENER – INDOOR.
Ponadto realizowana jest współpraca z Russian Academy of Sciences, American Industrial Hygiene Association oraz w kolejnych Ramowych Programach Unii Europejskiej. Prowadzono również wspólne badania z zagranicznymi ośrodkami w ramach: porozumienia o współpracy polsko-niemieckiej – Uniwersytet Bez Murów, umowy z międzynarodową Agencją Energii IEA w Paryżu, współpracy z Europeen Research Community on Flow, Turbulance and Combustion, ERCOFACT, programu badawczego Marie Curie, programu EUREKA – Rozwój technologii przetwarzania odpadów tłuszczowych w MŚP dla celów energetycznych.
Inne formy współpracy międzynarodowej pracowników Wydziału Inżynierii Środowiska i Energetyki obejmują między innymi stałe kontakty z wieloma ośrodkami uniwersyteckimi, w tym z uniwersytetami w: Berlinie, Dreźnie, Stuttgarcie, Clausthal, Zittau, Halle-Wittenbergu, Magdeburgu, Bohum, Merseburgu, Monachium, Gent, Lyngby, Orlando, Ijmuiden, Cottbus, Erlangen, Wessex, Florencji, Atenach, Kassel, Louvain, Coleraine, Brunnel, Wiedniu, Ostrawie, Pradze, Brnie, Belgii, Glasgow, Sofii. Kontakty te obejmują udział we wspólnych badaniach, konferencjach międzynarodowych oraz wymianę studentów i pracowników naukowych z zagranicznymi uniwersytetami.

## Władze Wydziału
- Dziekan – prof. dr hab. inż. Mariusz Dudziak
- Prodziekan ds. Infrastruktury i Rozwoju – dr hab. inż. Sebastian Werle, prof. PŚ
- Prodziekan ds.Współpracy z Otoczeniem Społeczno-Gospodarczym – dr hab. inż. Sławomir Dykas, prof. PŚ
- Prodziekan ds. Kształcenia – dr hab. inż. Jan Kaczmarczyk, prof. PŚ

## Struktura Wydziału
- Katedra Ogrzewnictwa, Wentylacji i Techniki Odpylania
- Katedra Ochrony Powietrza
- Katedra Technologii i Urządzeń Zagospodarowania Odpadów
- Katedra Inżynierii Wody i Ścieków
- Katedra Maszyn i Urządzeń Energetycznych
- Katedra Techniki Cieplnej
- Katedra Biotechnologii Środowiskowej

## Kierunki studiów
- Biotechnologia
- Energetyka
- Gospodarka Obiegu Zamkniętego
- Inżynieria bezpieczeństwa
- Inżynieria środowiska
- Mechanika i budowa maszyn
- Modelowanie Komputerowe

## Znani absolwenci
- prof. Jerzy Buzek – prezes Rady Ministrów w latach 1997–2001, przewodniczący Parlamentu Europejskiego
- Klemens Ścierski – minister przemysłu i handlu w latach 1995–1996
- Barbara Blida – minister gospodarki przestrzennej i budownictwa w latach 1993–1996
- Mariusz Walter – współzałożyciel holdingu ITI oraz twórca telewizji TVN